# Meybod (Verwaltungsbezirk)
Meybod (persisch شهرستان میبد) ist ein Schahrestan in der Provinz Yazd im Iran. Er enthält die Stadt Meybod, welche die Hauptstadt des Verwaltungsbezirks ist. 

## Demografie
Bei der Volkszählung 2016 betrug die Einwohnerzahl des Schahrestan 99.727. Die Alphabetisierung lag bei 91 Prozent der Bevölkerung. Knapp 90 Prozent der Bevölkerung lebten in urbanen Regionen.
| Zensusjahr | Einwohnerzahl |
| ---------- | ------------- |
| 2011       | 86.544        |
| 2016       | 99.727        |